# Strzecha budowlana
Strzecha budowlana (ang. lodge, niem. Hütte) – ponadregionalna organizacja zrzeszająca kamieniarzy, murarzy, cieśli, strycharzy, kowali, szklarzy i innych pracowników, stworzona w celu realizowania wielkich przedsięwzięć budowlanych. Strzechy działały głównie w okresie średniowiecza, prowadząc budowy gotyckich katedr.

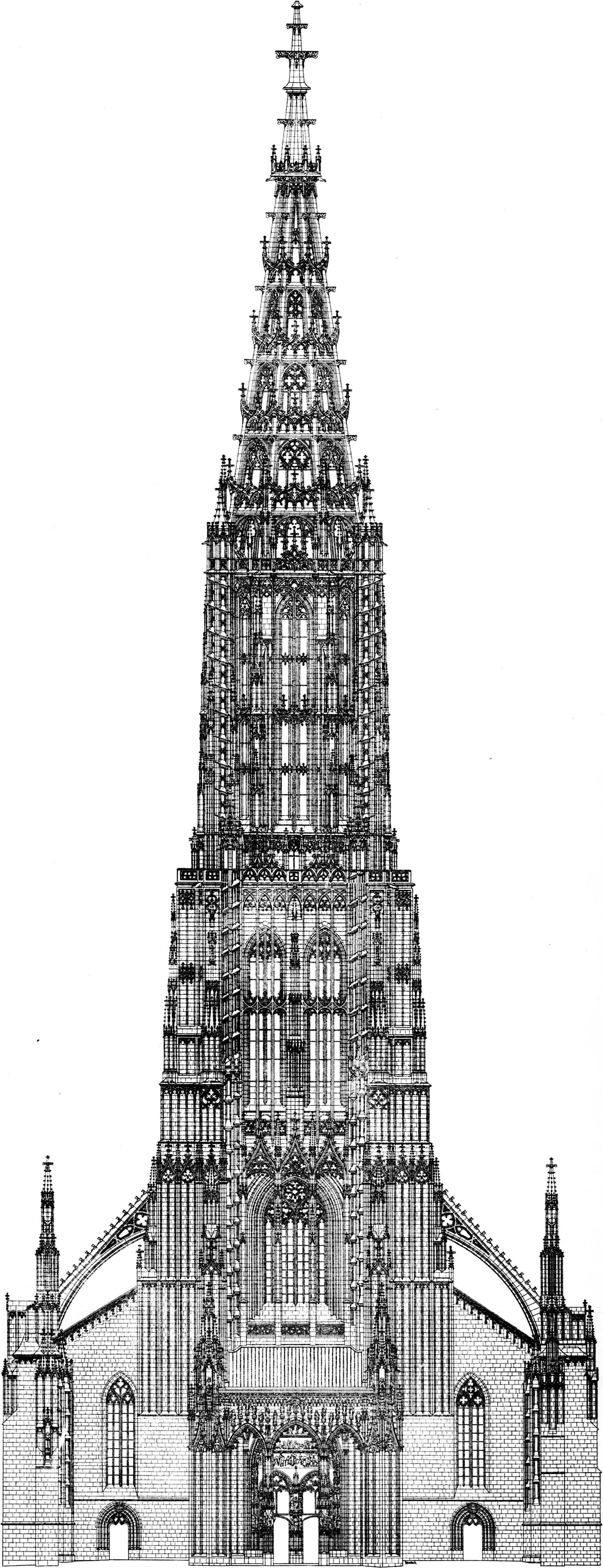
Katedra w Ulm, zaprojektowana i wybudowana przez strzechę budowlaną na przełomie XIV i XV wieku

## Geneza
We wczesnym średniowieczu systematycznie wzrastało zainteresowanie pielgrzymkami, a obsługa pątników wymagała coraz większych i bardziej reprezentacyjnych kościołów, co wymuszało na budowniczych nowe rozwiązania. W Europie do XIII wieku architektami byli głównie mnisi, którzy przeważnie prowadzili budowy zamków lub klasztornych obiektów. Cystersi doszli do takiej wprawy, że zaczęli budować kościoły dla posiadaczy ziemskich lub miast, jednak w 1157 roku kapituła generalna zmuszona była zakazać tego typu przedsięwzięć. Kiedy w wieku XIV rozpowszechnił się w architekturze styl gotycki, a państwo i miasta zaczęły przyćmiewać mecenat kościelny, zarówno projektowanie budynków, jak i ich wykonawstwo przechodziło w ręce fachowców świeckich. Powstawały całe „fabryki” kamieniarskie, wykonujące niemal taśmowo  ogromne ilości kamienia. Kamieniarze zaczęli zrzeszać się wokół głównego mistrza, kierującego pracami coraz większego zespołu rzemieślników. Byli to ludzie „wolni” (niezrzeszeni w innych cechach oraz wolni od reguł zakonnych), rozmaitych narodowości i środowisk, którzy odbywali często dalekie wędrówki, przyjmując czasowo prace przy różnych budowach. Obok murarzy i kamieniarzy pracowali ich pomocnicy, znani w polskich źródłach średniowiecznych pod nazwą famuli. Do XII wieku zazwyczaj przerywano prace budowlane na okres zimowy, lecz później, podczas budów wielkich katedr, by przyspieszyć budowę, która trwała wiele lat stawiano w pobliżu prymitywną szopę, w której przechowywano narzędzia, wykonywano niektóre prace, a niekiedy nawet mieszkano. Z czasem do całego zespołu pracowników przylgnęła nazwa „strzecha” (lodge).

## Struktura

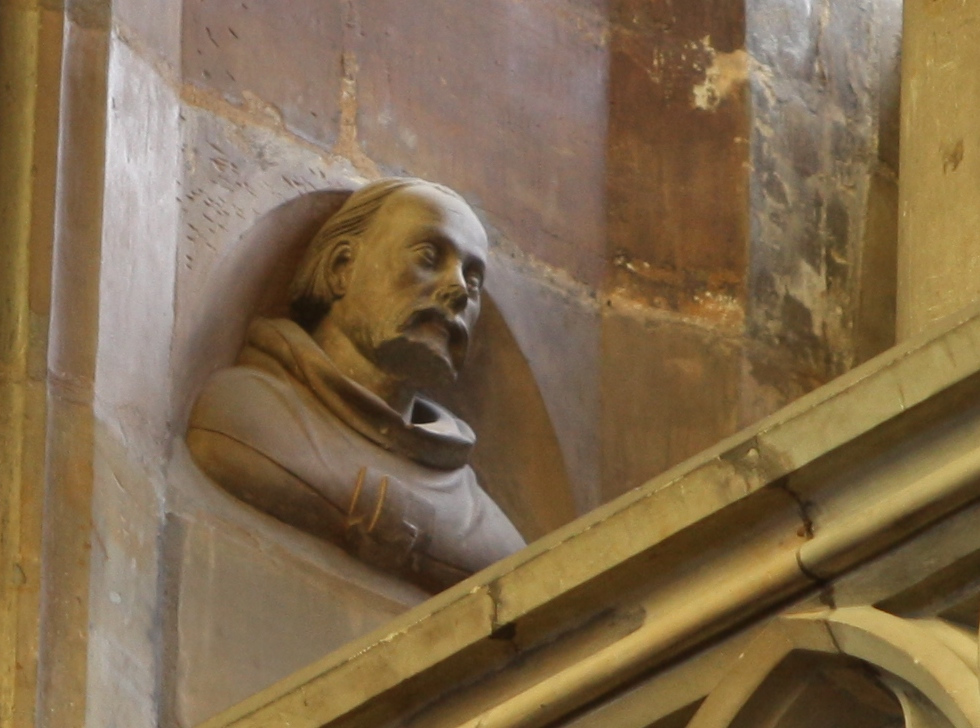
Peter Parler, popiersie na triforium katedry świętego Wita na Hradczanach w Pradze

Na czele strzechy stał mistrz, jednocześnie architekt i kierownik budowy, tak zwany magister operis. Jego zastępcą był mistrz kamieniarski, określany jako magister lapicida. Oprócz nich w skład strzechy wchodził  magister cementarius, który kierował przygotowaniem zapraw wiążących. Ze względu na dużą liczebność zespołu (przy niektórych budowach pracowało nawet kilkuset rzemieślników) zrzeszenie posiadało specjalne stanowisko „parlarza” (prawdopodobnie od francuskiego „parler” - „mówić”), czyli zastępcy mistrza, który przekazywał jego polecenia innym rzemieślnikom. Specyficznym dla strzech zawodem był laubhauer, czyli kamieniarz specjalizujący się w wykonywaniu ozdobnych zwieńczeń kolumn lub innych detali w kształcie zwiniętych listków (w języku niemieckim Laub oznacza „listowie”) lub pączków.
W strzesze naukę zawodu rozpoczynali chłopcy, co najmniej po ukończeniu 14 roku życia. Przez cztery lata wprawiali się w obróbce kamienia. Następnie uczeń musiał doskonalić swoje umiejętności podczas rocznej samotnej wędrówki, gdzie wykonywał drobne prace murarskie, szkolił się w rysunku i podpatrywał inne konstrukcje budowlane. Gdy po tym czasie rokował dobre nadzieje, służył przez kolejne trzy lub cztery lata jako pomocnik lub służący mistrza
Strzechy wytworzyły również pewien rodzaj ubezpieczenia socjalnego, tak zwane puszki. Każdy nowy członek strzechy musiał wpłacić do niej „wpisowe”, trafiały tam również kary pieniężne za przewinienia na budowie, a niektóre strzechy odkładały tam określoną niewielką część wypłaty. Pieniądze z puszki przeznaczane były na leczenie członków strzechy, którzy ulegli wypadkowi, z nich wypłacano odszkodowania wdowom, a także wypłacano pieniądze na wesela.
W związku z tym, że cały zespół często się przemieszczał, pracownicy strzechy zwolnieni byli z obowiązku posiadania obywatelstwa miasta, w którym prowadzili budowę.

## Znak kamieniarski

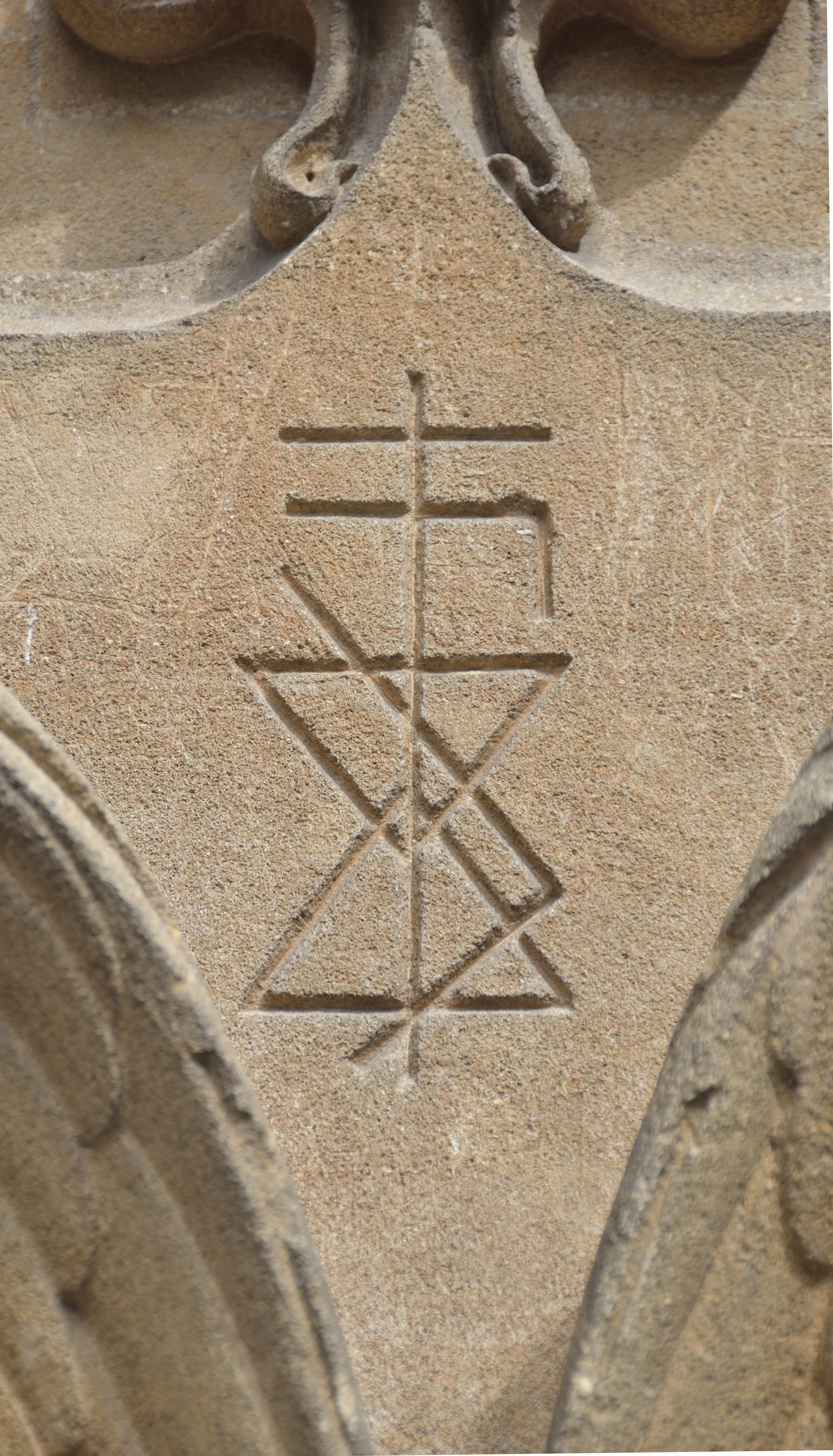
Znak kamieniarski na kaplicy św. Huberta w zespole pałacowo-ogrodowym Lednice-Valtice

Osobliwym śladem strzech budowlanych był tak zwany znak kamieniarski (gmerk) przyznawany konkretnemu kamieniarzowi. Oznaczenie kamieni za pomocą niepowtarzalnego znaku, wykutego na jednym z boków gotowego produktu, ułatwiało rozliczania finansowe wobec kamieniarza, który dany kamień wykonał. Często oznaczano tylko jeden kamień na szczycie stosu, a resztę nieoznaczonych dopisywano na konto rzemieślnika posługującego się owym znakiem. Z czasem znak kamieniarski stał się znakiem rozpoznawczym danego kamieniarza lub warsztatu kamieniarskiego i z prostej formy geometrycznej wyewoluował do skomplikowanego układu graficznego.

## Księga strzechy
Prawdopodobnie każdy mistrz kamieniarski posiadał swoją własną księgę, rodzaj szkicownika, w którym zbierane były motywy, rozwiązana architektoniczne, obrysy budowli, wzory podłóg i sklepień, a nawet zagadki geometryczne z rozwiązaniami czy instrukcje pierwszej pomocy podczas wypadku na budowie (Księga Villarda de Honnecourt, Księga wiedeńska, Księga frankfurcka). Rękopisy te czasami przechodziły z mistrza na mistrza i były uzupełniane przez nowego właściciela. Mogły również służyć jako zbiór wiedzy oraz jako materiały dydaktyczne dla uczniów i nowych pracowników strzechy.

## Strzechy w Europie
W Europie największy wpływ na rozwój architektury miały strzechy Górnej Nadrenii, Alzacji i Szwabii – strasburska, berneńska (później zuryska), wiedeńska i kolońska. Najważniejszą była strzecha strasburska, której rozwiązania kompozycyjne spotkać można w wielu odległych od Strasburga miastach m.in. w katedrze w Krakowie czy bazylice św. Elżbiety we Wrocławiu.

U schyłku XIII stulecia, gdy witalne siły architektury francuskiej zaczęły słabnąć, strzecha katedry strasburskiej stała się najważniejszym na kontynencie centrum innowacji architektonicznej.

W Europie środkowej, głównie w Pradze, działała strzecha parlerowska, której mistrzem był Peter Parler pochodzący z kamieniarskiej rodziny Parlerów.
Wraz z rozprzestrzenianiem się reformacji spadało zapotrzebowanie na kościoły w stylu gotyckim, więc i strzechy powoli traciły na znaczeniu. W roku 1731 zakończyły swoją działalność wraz z zakazem wydanym przez cesarza Karola VI.
W XIX i XX wieku powstało wiele strzech budowlanych, lecz celem ich była jedynie konserwacja i utrzymanie istniejących już katedr gotyckich (np. strzecha katedry kolońskiej).

## Kontrowersje
Niektórzy historycy wyrażali wątpliwości co do istnienia formalnej struktury „strzechy budowlanej”, uważając, iż były to luźne zespoły tworzone ad hoc, a pojęcie „strzecha” odnosiło się jedynie do szopy, gdzie obrabiano kamień, natomiast legendę o zorganizowanych zrzeszeniach stworzyła i rozwijała historiografia masońska. Należy zaznaczyć, że w średniowieczu posługiwano się jedynie określeniem „strzecha” (niem. Hütte) i często mieszano jego znaczenie z warsztatem, budynkiem socjalnym i organizacją robotników. Przymiotnik „budowlana” pojawił się dopiero w dziewiętnastowiecznych opracowaniach